# GAZelle

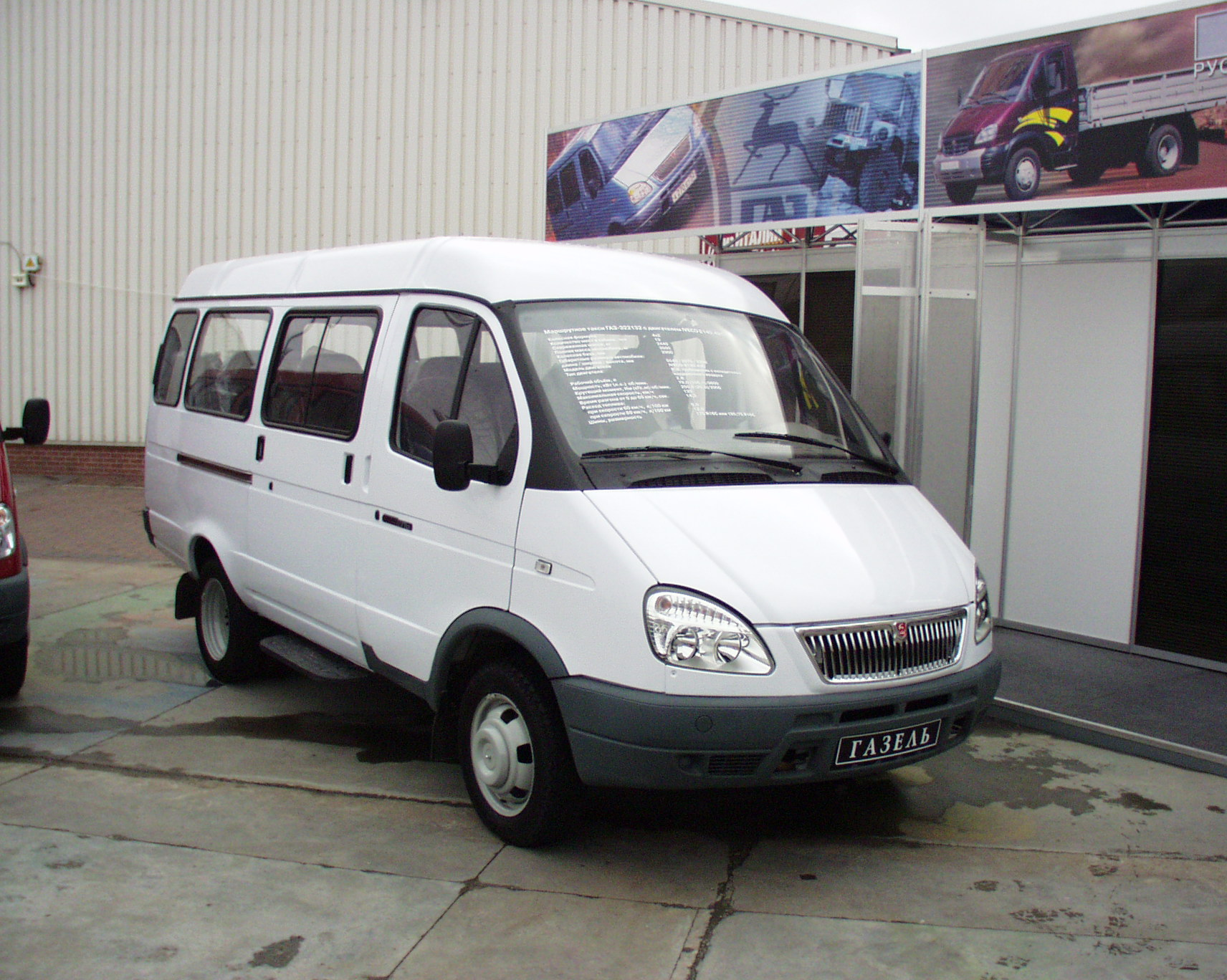
GAZelle 33027

GAZelle (rusky: ГАЗель) je modelová řada lehkých užitkových vozidel (podvozek i furgon) ruské automobilky GAZ. Více než polovina všech lehkých užitkových vozidel na ruském trhu tvoří právě vozidla GAZ GAZelle a jejich lehčí varianta GAZ Sobol.[zdroj⁠?!] GAZelle má také silnou pozici na trhu v zemích SNS, kde GAZelle patří k nejoblíbenějším a nejúspěšnějším produktům automobilky GAZ.[zdroj⁠?!]
V roce 2010-2011 prošla modelová řada GAZelle výraznou modernizací s označením GAZelle Business. Změny se týkaly více než 20 hlavních částí vozidel a systémů včetně řízení, brzd, převodovky, chladicího systému, hnacího ústrojí, nebo interiéru.
V roce 2013 GAZ začal sériovou výrobu nové generace lehkých užitkových vozidel a to modelové řady GAZelle NEXT, která od roku 2015 nahrazuje v České republice všechna vozidla GAZelle se zadním náhonem.[zdroj⁠?!]
Automobil uveze dle provedení až 1,5 tuny nákladu, díky své celkové hmotnosti do 3,5 t jej může řídit osoba s řidičským oprávněním skupiny B. Pevný ocelový rám a tuhé nápravy, zavěšené na listových pružinách, předurčují vozidlo pro velké zatížení.
GAZelle 4x2 má díky malému poloměru otáčení (menšímu, než většina osobních automobilů) dobrou ovladatelnost a tím i využití v omezeném městském provozu.
GAZelle 4x4 je kvůli své výšce vhodný k využití v těžším terénu, či na neudržovaných komunikacích. Přejezdový rádius je 3000 mm a v ose přejezdového oblouku je výška vozila nad vozovkou 340 mm, což při rozvoru 2900 mm umožňuje jízdu přes velké nerovnosti aniž by vůz uvízl za podvozek jako u většiny užitkových automobilů s pohonem 4x4.
Kabina pro přepravu osob nabízí 3 až 9 sedadel. Podvozek je dodáván se zadním pohonem 4x2, stálým pohonem 4x4 s mezinápravovým diferenciálem a uzávěrkou, nebo připojitelným pohonem 4x4.

## Generace
| Název                 | Data | Obrázek |
| --------------------- | --- | ------- |
| GAZelle               | 1994- Spuštění produkce první generace. 1996- Spuštění produkce minibusů. 1998- Spuštění produkce modelové řady Sobol |         |
| GAZelle               | 2003- Spuštění produkce druhé generace. Změny: nové kapkovité světlomety místo obdélníkových, nová přední maska, nový přední nárazník, více prostoru pod kapotou, bezbarvé čočky zadních směrových světel kombinované se couvacími světly, nová přístrojová deska a posilovač řízení, možnost pohonu všech čtyř kol 2004- ABS 2006- směrové blinkry se přistěhovali na boční zrcátka |         |
| GAZelle-Business (ru) | 2010- Rozsáhlá modernizace, více než 130 změn: např. nová maska kombinovaná s předním nárazníkem, palubní deska, volant, autorádio Blaupunkt, nebo nové ovládání teploty v kabině. Uložení motoru - Anvis Group, chladič s hliníkovým jádrem - TRM, elektrické komponenty a svíčky zapalování - BOSH, brzdová soustava - Bosch (zejména hlavní brzdový válec a posilovač brzd), spojka - ZF Sachs, posilovač řízení - ZF, Vyhřívání zpětných zrcátek (již ve standardní výbavě) - Lenksysteme Motor UMZ -4216 dostal nový program vstřikování, díky němuž bylo dosaženo maximálního točivého momentu 220.5 Nm a to již při poměrně nízkých otáčkách 2500 ot/m u benzínového motoru. Motor Cummins 2.8 ISF - nově od roku 2010, přeplňovaný vznětový motor (88 kW, 270 Nm) americké společnosti. 2011- V katalogu automobilky je nově možnost zvýšené střechy u vozidel v provedení VAN. 2013- Spuštění produkce vozidel s pohonem bi-fuel (plyn-benzín) |         |
| GAZelle Next          | 2013- Spuštění produkce zcela nového lehkého užitkového vozidla, zatímco produkce modelové řady GAZelle stále pokračuje |         |

## Modely
- GAZ-3302 podvozek, 4x2 zadní náhon, 3 místa
- GAZ-33023 podvozek, 4x2 zadní náhon, 6 míst (double cab)
- GAZ-33027 podvozek, 4x4, 3 místa
- GAZ-330273 podvozek, 4x4, 6 míst (double cab)
- GAZ-2705 furgon (VAN), 4x2 zadní náhon, 3 místa
- GAZ-2705 Kombi furgon (VAN), 4x2 zadní náhon, 7 míst
- GAZ-27057 furgon (VAN), 4x4, 3 místa
- GAZ-27057 Kombi furgon (VAN), 4x4, 7 míst

## Další varianty vozidel
GAZ Sobol je lehčí a menší verzí vozidla GAZ GAZelle, je kratší s nižší nosností a zadní nápravou s jednoduchou montáž. Byl představen v roce 1998.
GAZ Valdai je větší verzí podvozku GAZ GAZelle, je delší a s vyšší nosností (pouze pohon 4x2 zadní). Byl představen v roce 2003.

## Stupeň výbavy
Před modernizací v roce 2010 neměl zákazník možnost výběru výbavového stupně. V současné GAZelle Business mohou být vozidla objednána např. s uzávěrkou zadního diferenciálu, ABS výbavovým packetem "LUX" (automatické denní svícení/světla do mlhy, el. ovládaná zpětná zrcátka s LED blinkrem, el. ovládaná přední okénka, rádio Blaupunkt s CD/USB/MP3, ovládání rádia na volantu), centrální zámek, nebo tempomat.

## Galerie

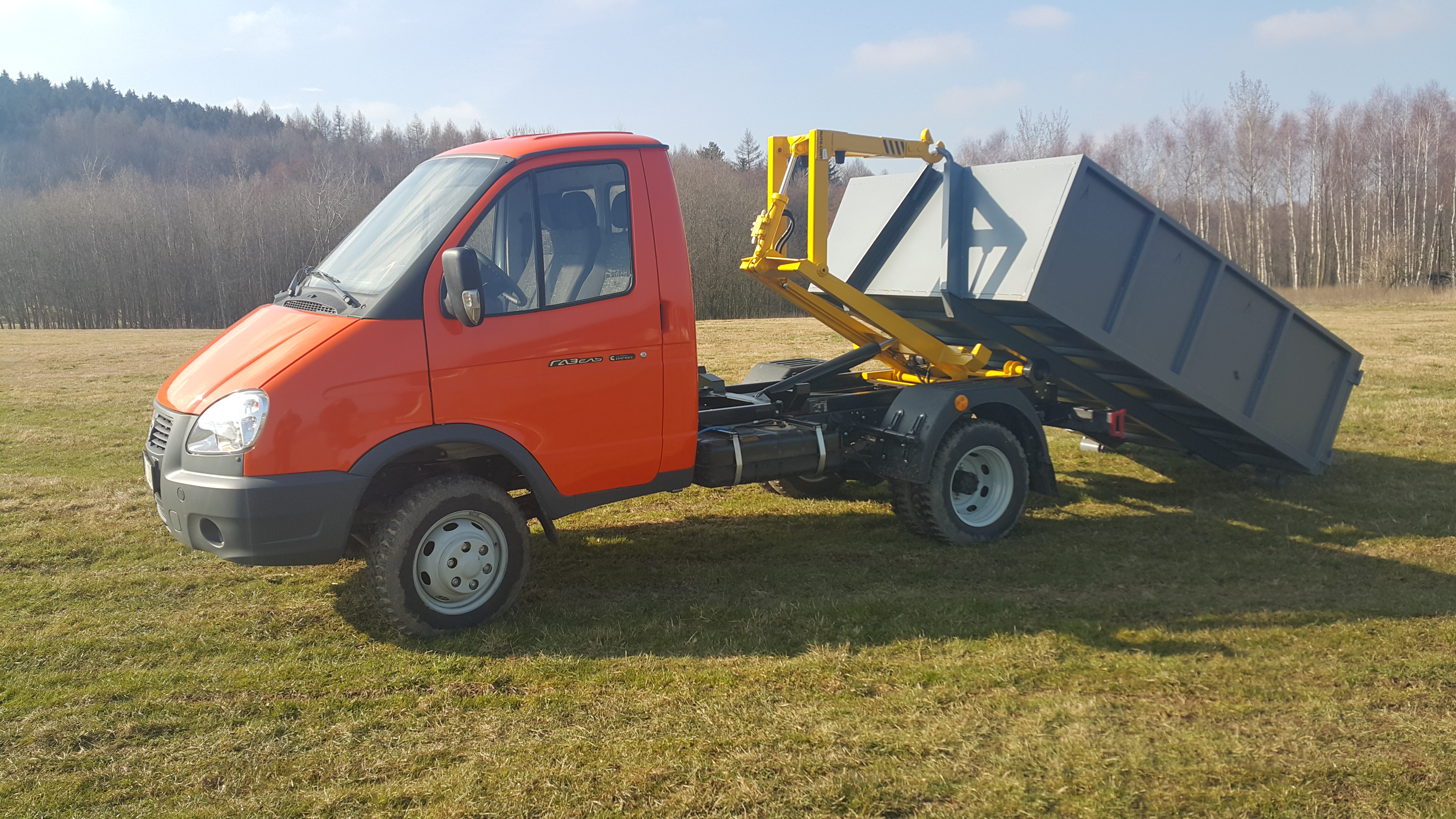
GAZ GAZelle 33027 s nosičem kontejnerů
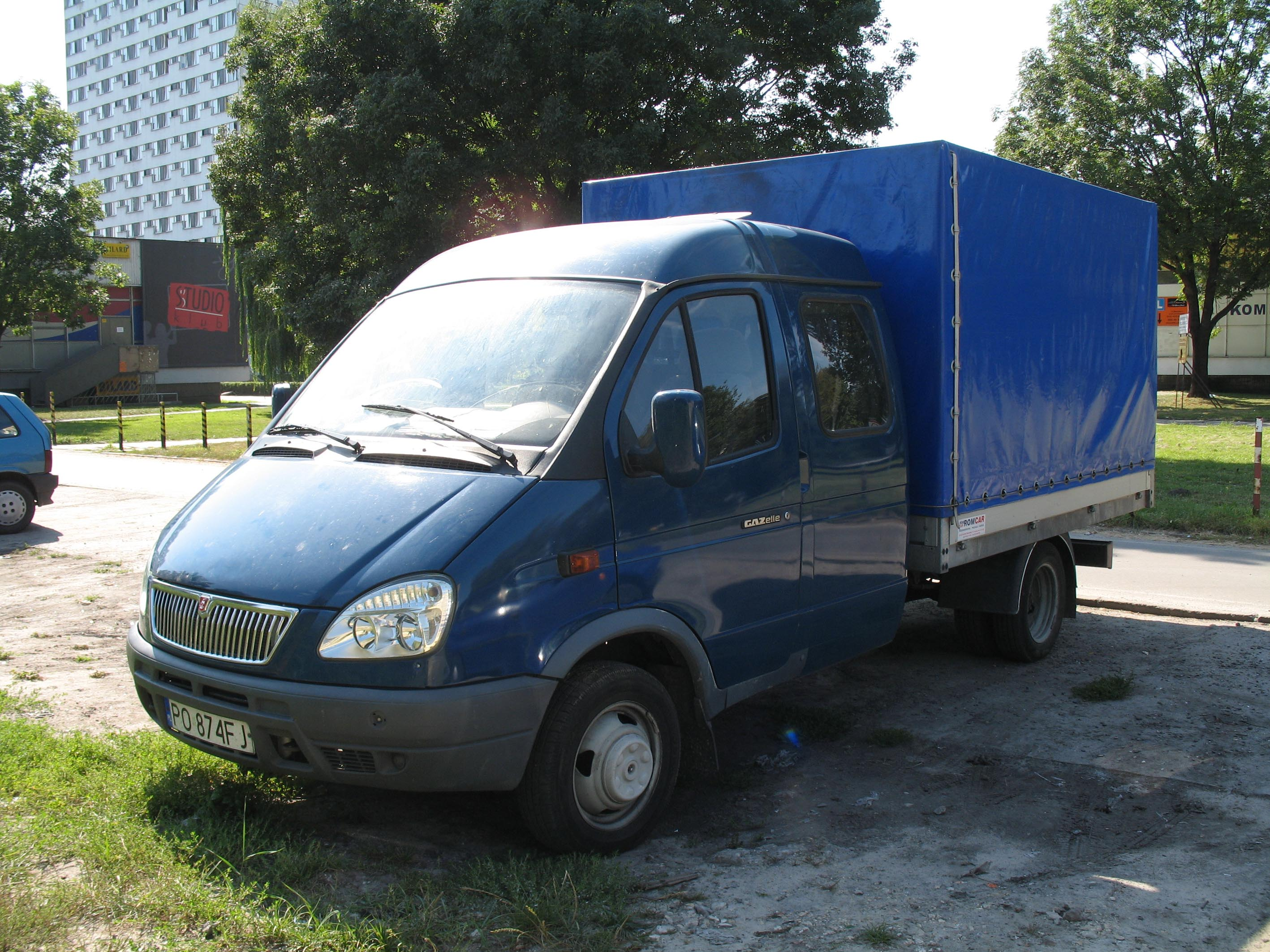
GAZ GAZelle 33023
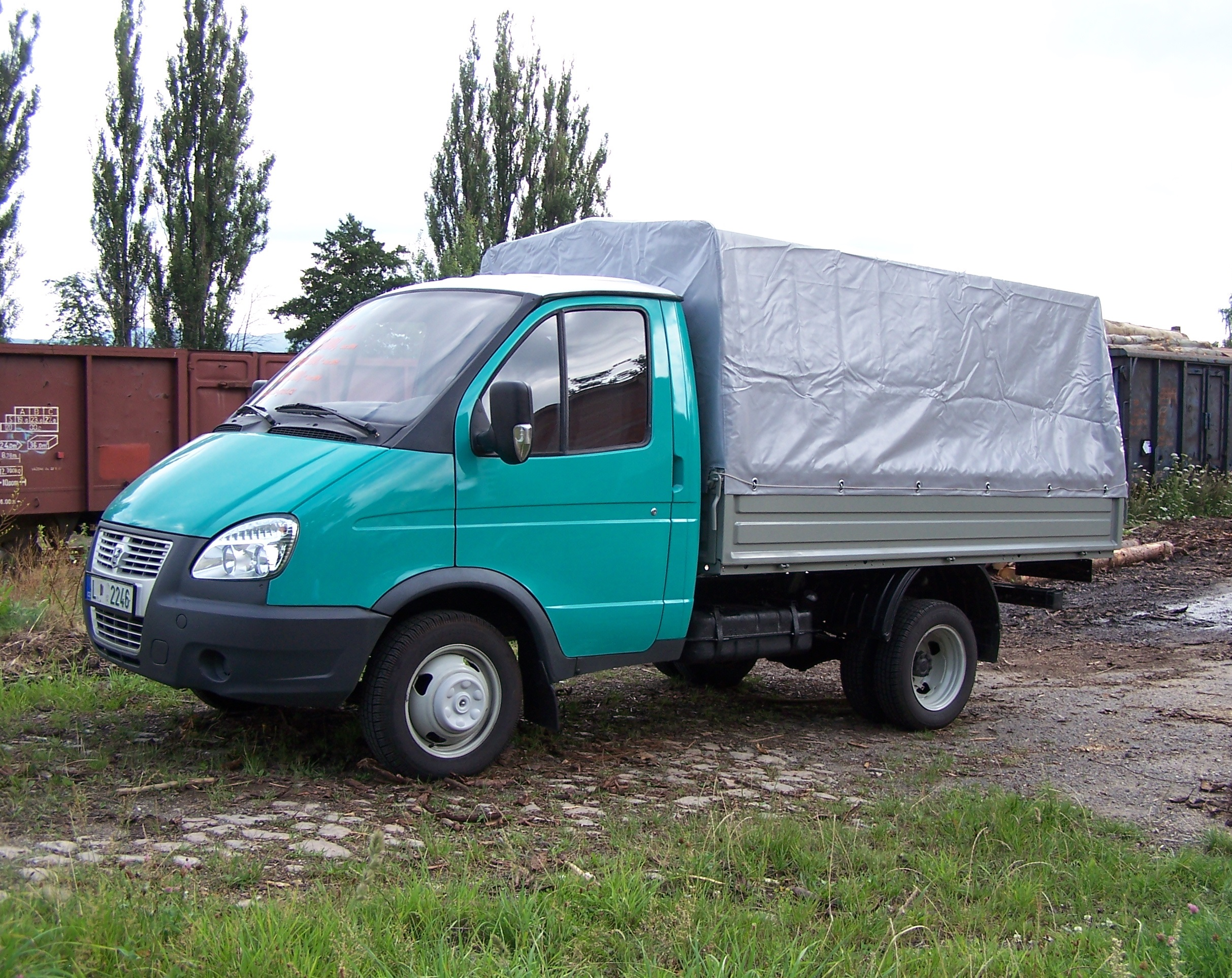
GAZ GAZelle 3302 s valníkem
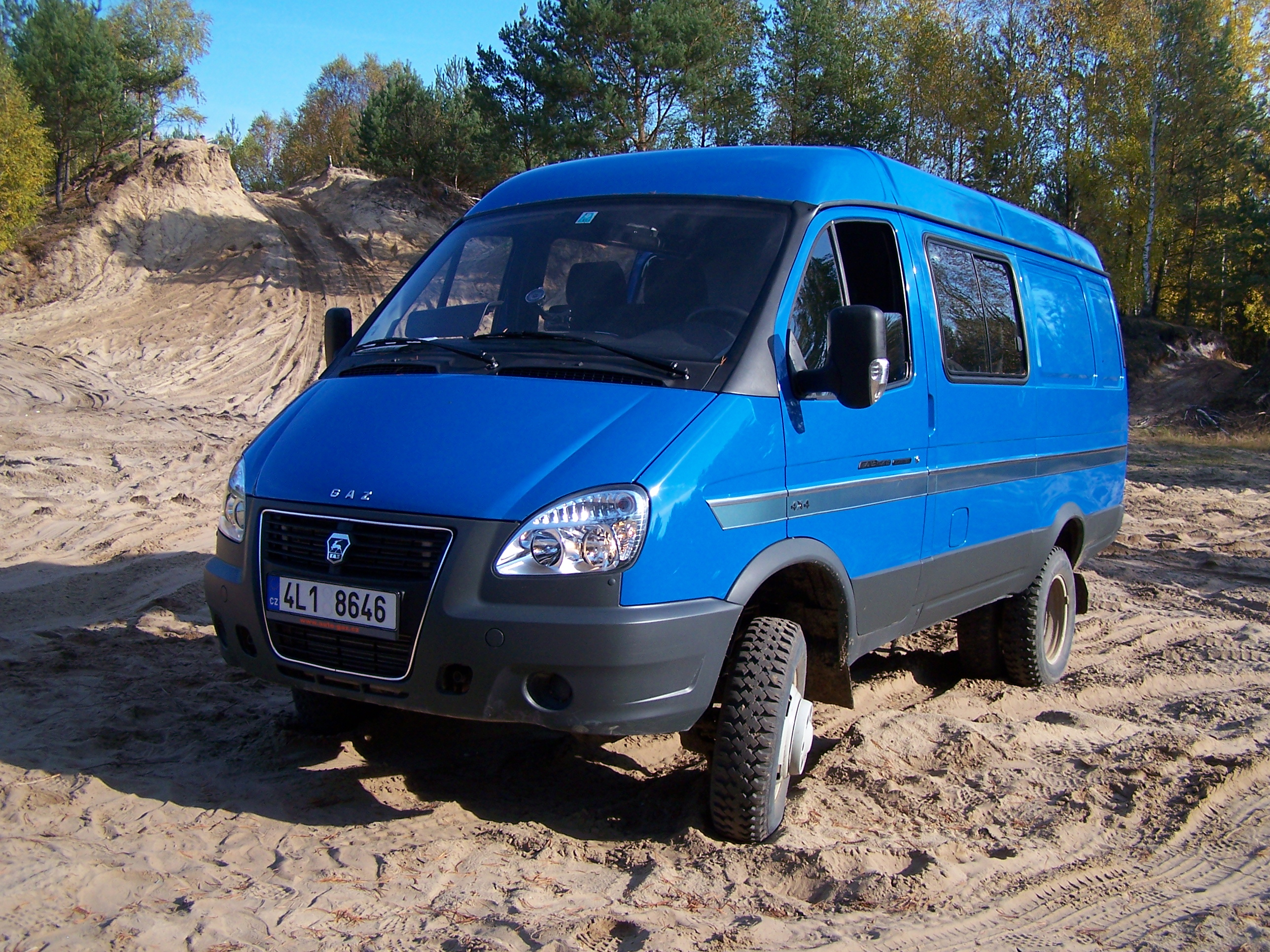
GAZ GAZelle 27057 kombi
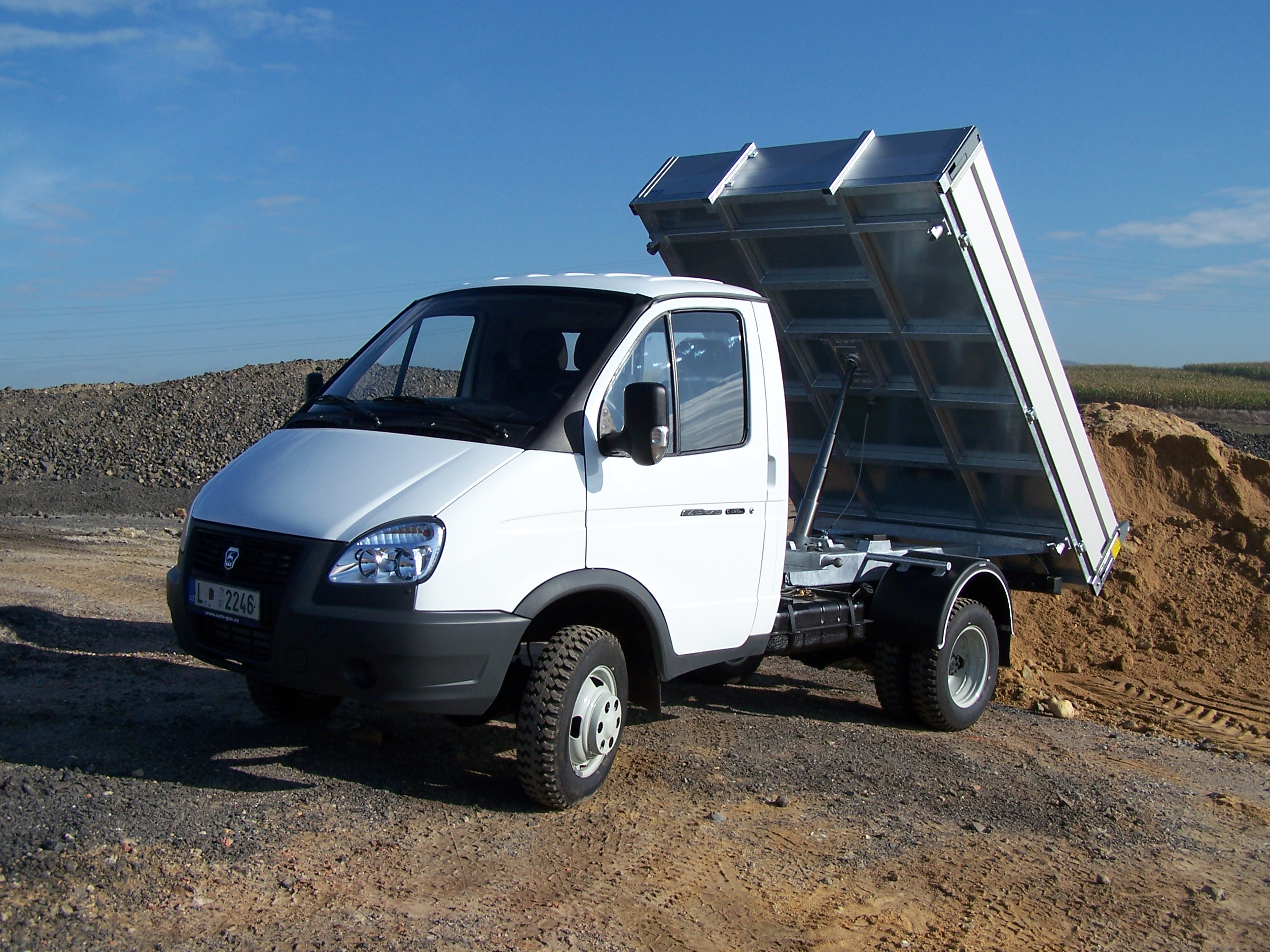
GAZ GAZelle 33027 třístranný sklápěč
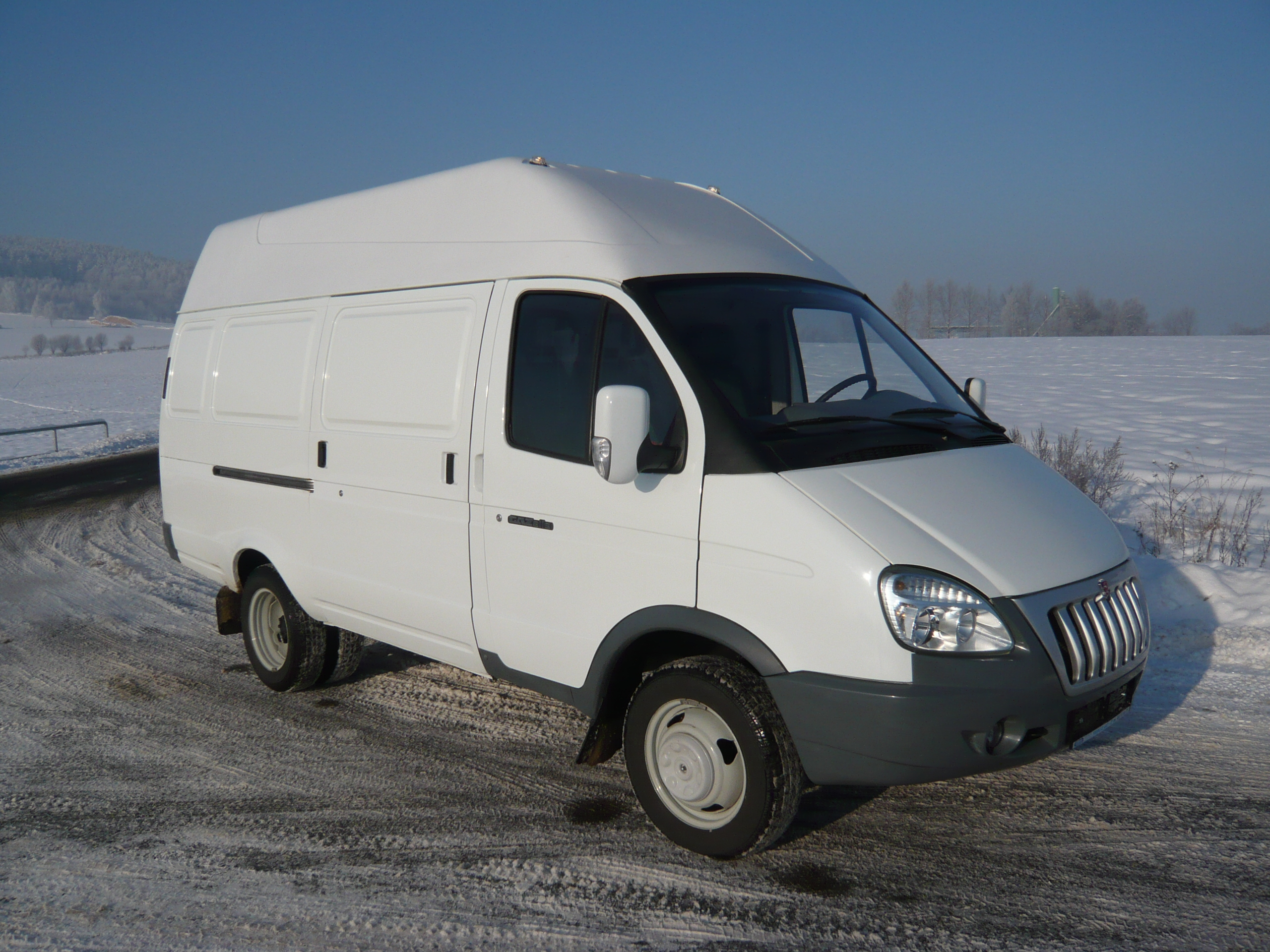
GAZ GAZelle 27057 zvýšená střecha + přední maska „GAZterra“ firmy ELTRANS Liberec
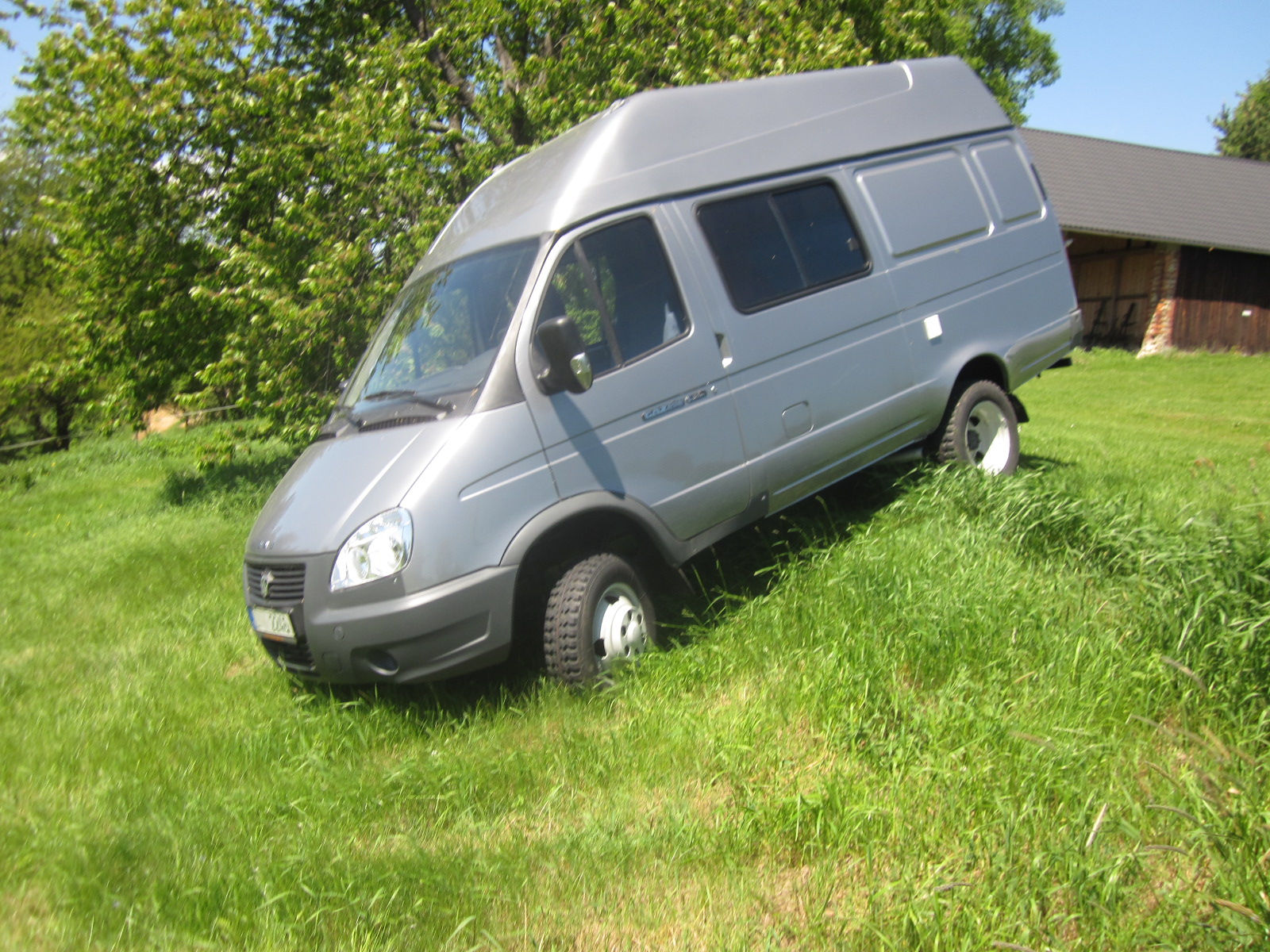
GAZ GAZterra - upravený vůz GAZ GAZelle 27057 na obytné auto
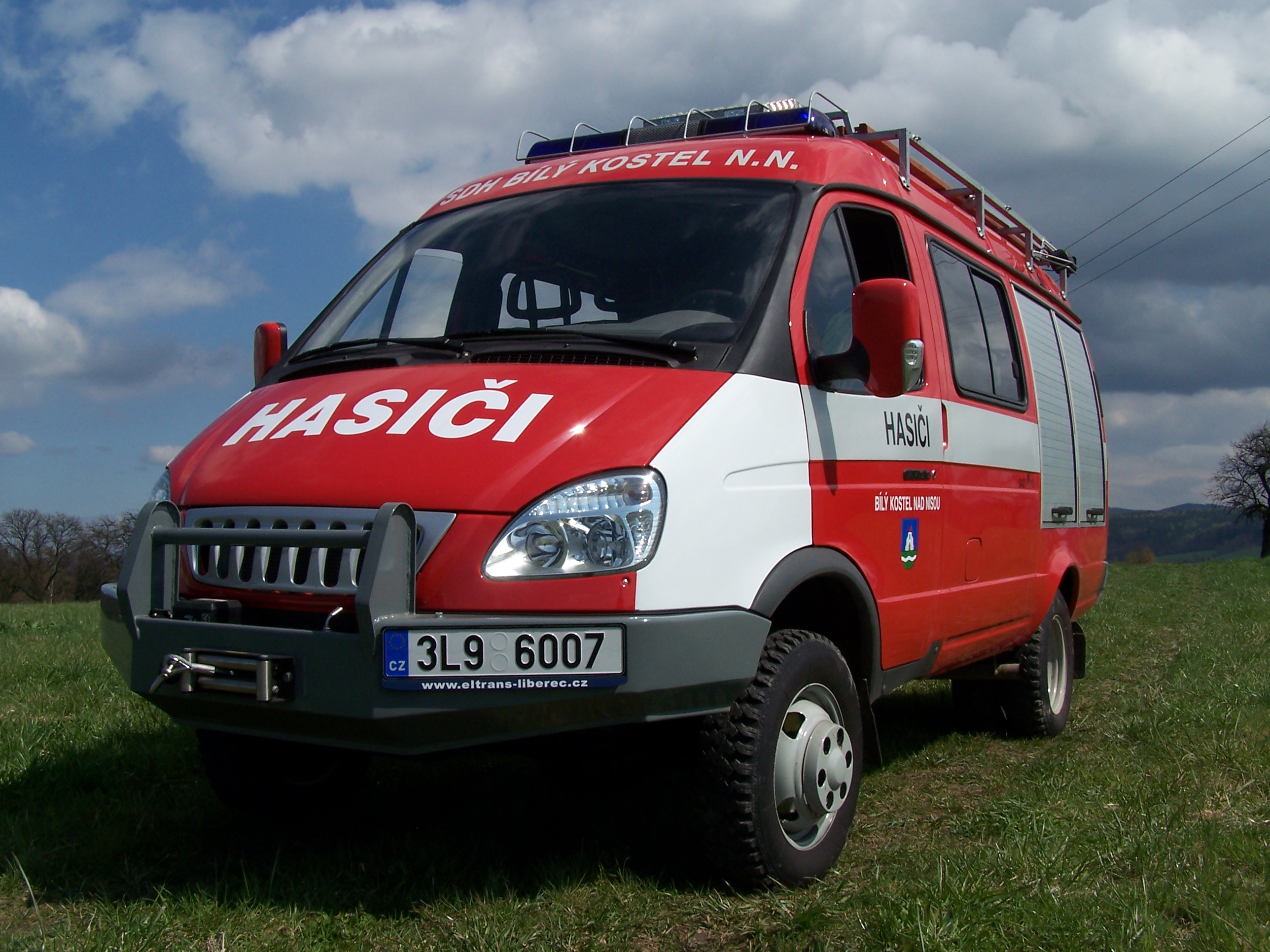
GAZ GAZterra VYDRA - sedmimístný speciální požární automobil na podvozku GAZelle 27057 k
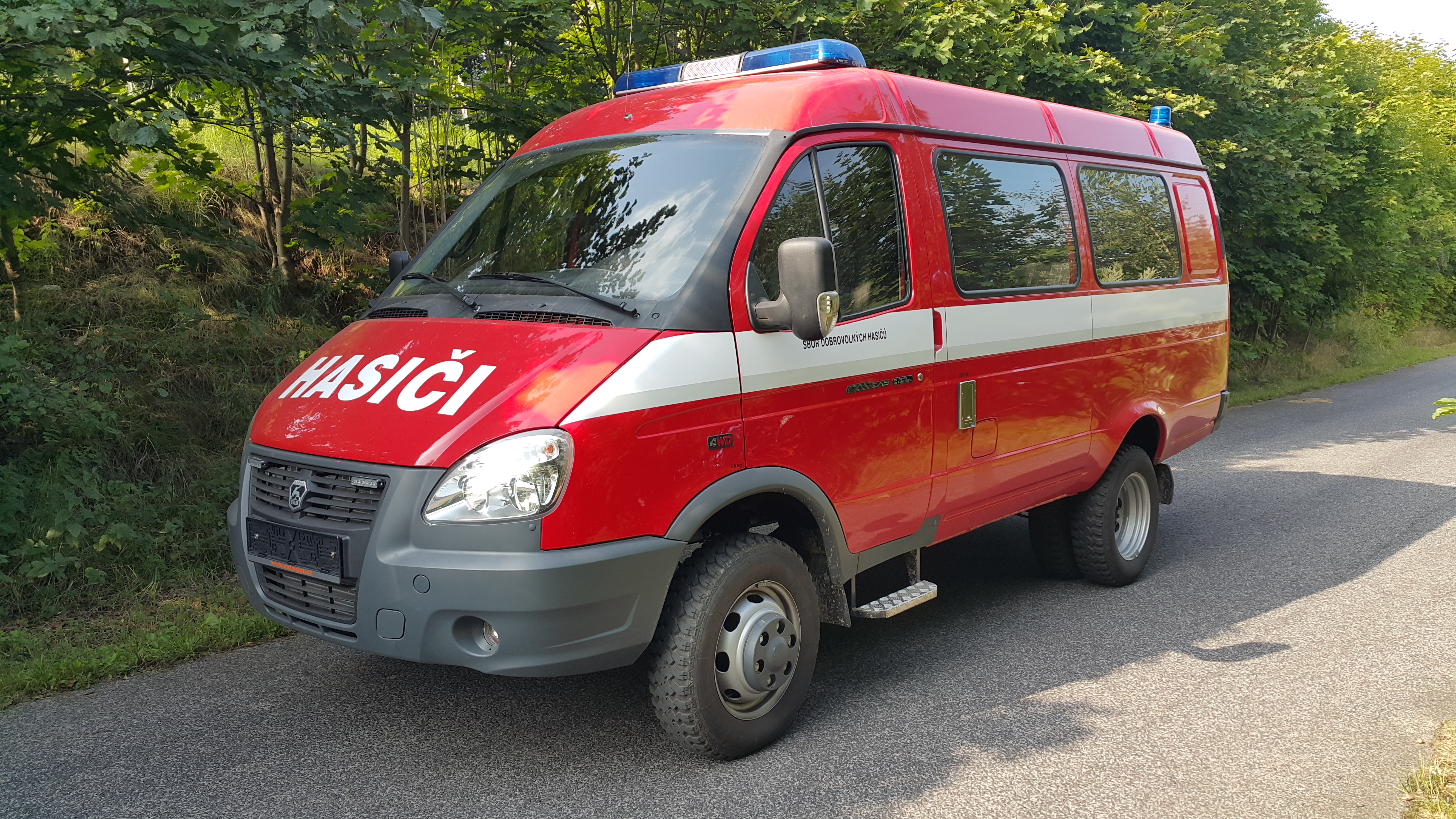
GAZ GAZterra VYDRA K9 - devítimístný speciální požární automobil na podvozku GAZ GAZelle 27057
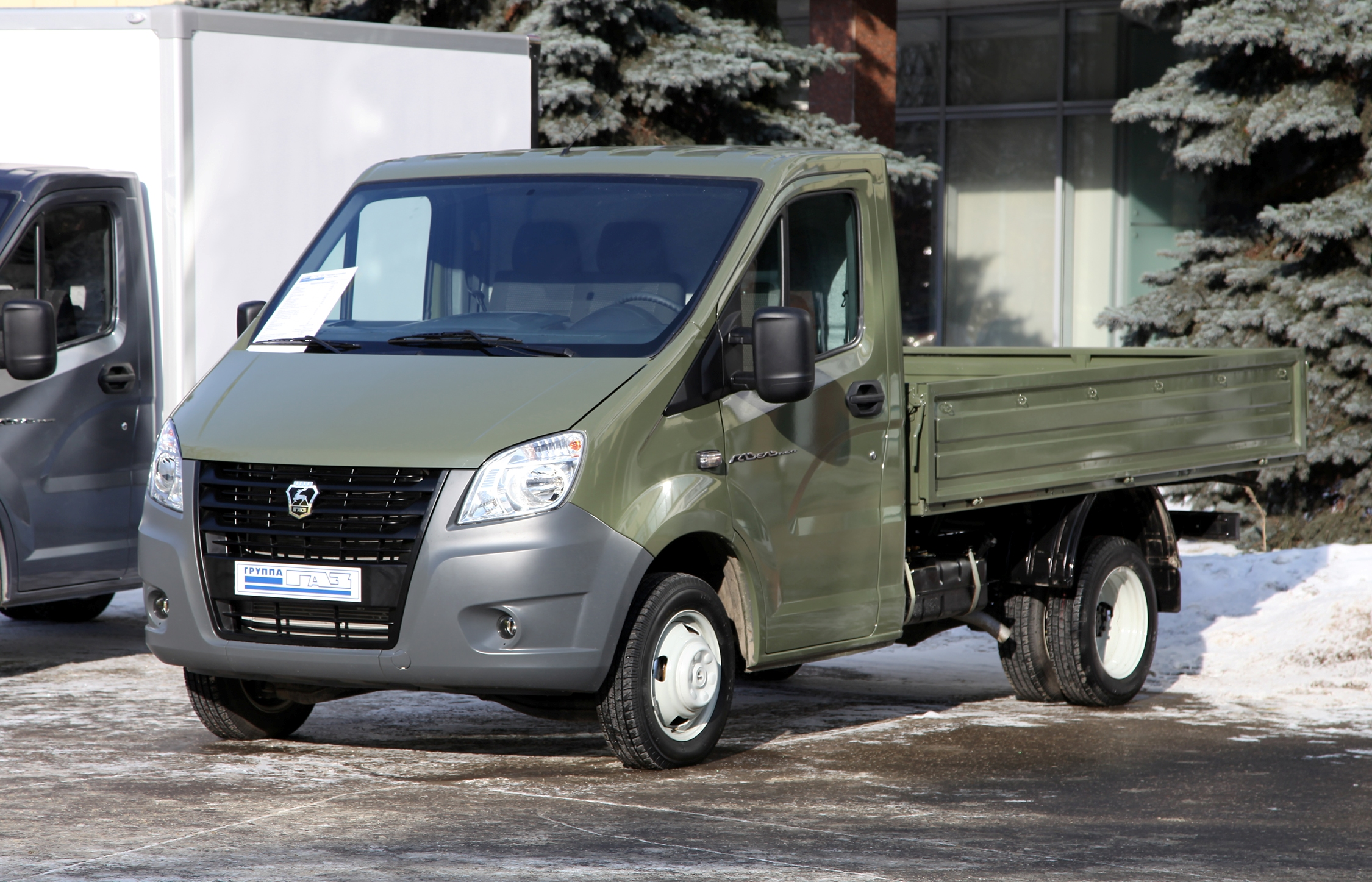
GAZ GAZelle NEXT A21R22 s valníkem
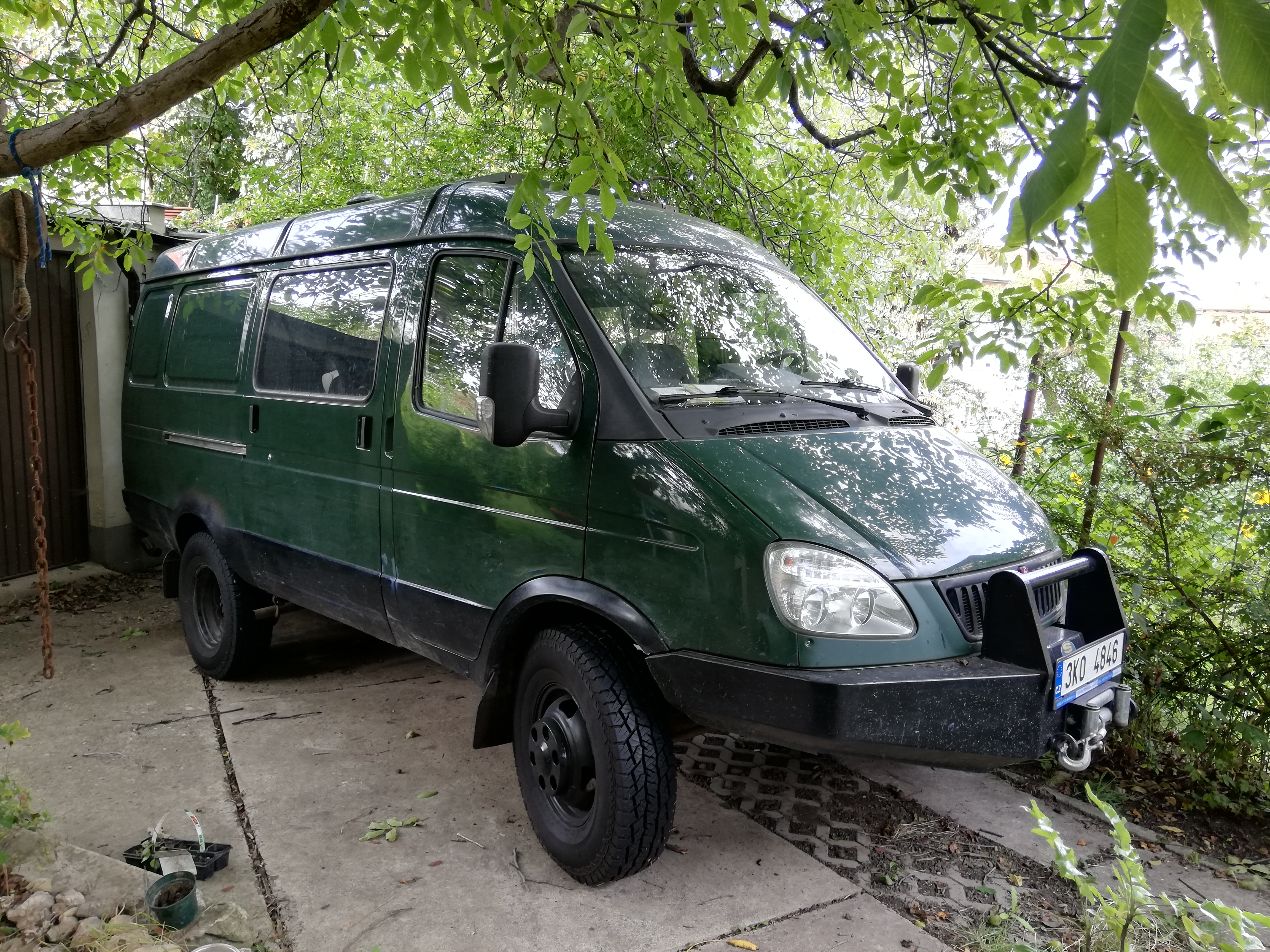
Příklad úpravy vozidla GAZ GAZelle do podoby „lesnického speciálu“